# Обществото на черния дракон
„Обществото на черния дракон“ (на японски: 黑龍會 или 黒竜会, Кокурюкай) или „Обществото на река Амур“ е паравоенна, ултранационалистическа крайно дясна групировка в Япония.

## Развитие
Обществото на черния дракон е създадено през 1901 г., от Учида Рьохей като наследник на „Геньоша“ (玄洋社, „Обществото на тъмния океан“) на Мицуру Тояма. Названието му идва от китайското название на река Амур, което означава „Реката на черния дракон“ (на китайски:黑龍江). Основна цел на обществото е да се пречи на Руската империя да се разпростре на юг от река Амур и да достигне до Източна Азия. Нейните членове първоначално полагат големи усилия за да се дистанцират от криминалните елементи, свързани с „Геньоша“. Сред членовете му са министри, висши военни и тайни агенти. Впоследствие се разкрива, че обществото си служи с престъпни методи. Кокурюкай издава свой вестник, обучава шпиони и ги изпраща на разузнавателни мисии в Русия, Манджурия, Корея и Китай. Също така се оказва натиск на определени японски политици да провеждат твърда външна политика. Обществото подкрепя паназиатизма и финансира революционери като Сун Ятсен и Емилио Агиналдо.
По време на Руско-японската война, анексирането на Корея и Сибирската интервенция, японската имперска армия използва мрежата на обществото за шпионаж, саботаж и убийства. Кокурюкай организира партизани от Манджурия за да се сражават с руснаците. Военният диктатор Чжан Зуолин също е свързан с тези действия. Членовете на обществото разпространяват пропаганда и фалшиви новини в целия регион и са често използвани за преводачи от японската армия. Те оказват подкрепа на полковник Мотоджиро Акаши за неговите акции в Китай, Манджурия, Сибир и мюсюлманския свят, а осъществените контакти в Централна Азия се поддържат през периода на Втората световна война. Кокурюкай създава контакти и дори съглашения с различни будистки секти в Азия.
В периода около 1920 и 1930 г., обществото се развива като политическа организация и публично атакува левите и либерални идеи. Въпреки малкото членове, организацията се радва на подкрепата на видни членове на правителството, индустриалци и военни, което я правят значително по-влиятелна от останалите ултранационалистически групи.
Около 1930 г., обществото разширява полето си на действие в държави като Етиопия, Турция, Мароко, САЩ, Южна Америка, Европа и Югоизточна Азия.
През 1946 г., Кокурюкай е официално разпуснато по заповед на Американските окупационни власти.